# Phoma everniae
Phoma everniae är en lavart som beskrevs av D. Hawksw. 1994. Phoma everniae ingår i släktet Phoma, ordningen Pleosporales, klassen Dothideomycetes, divisionen sporsäcksvampar och riket svampar.   Inga underarter finns listade i Catalogue of Life.